# Albrecht Ritschl (Wirtschaftshistoriker)
Albrecht Ritschl (* 1959 in München) ist ein deutscher Wirtschaftshistoriker.

## Leben
Ritschl, ein Enkel des Hamburger Finanzwissenschaftlers Hans Ritschl, wurde nach einem Studium der Volkswirtschaftslehre 1987 an der Universität München promoviert. Gefördert insbesondere aus Mitteln des Leibniz-Preises für Knut Borchardt, habilitierte er sich dort 1998 über das Wechselverhältnis zwischen Deutschlands Binnenkonjunktur und dem Zugang zu Auslandskrediten. Von 1994 bis 2007 hatte er Professuren an der Universität Pompeu Fabra in Barcelona (Assistant Prof. 1994–1996, Associate Prof. 1997–1999), der Universität Zürich (1999–2001) und der Humboldt-Universität zu Berlin (2001–2007) inne, bevor er 2007 an die London School of Economics and Political Science berufen wurde.
Ritschl ist Mitglied (seit 2005) des Wissenschaftlichen Beirats beim Bundesministerium für Wirtschaft und Energie. Er war Sprecher (2011–2016) der Unabhängigen Geschichtskommission dieses Ministeriums. In Zusammenarbeit mit dem Institut für Zeitgeschichte leitet er das Geschichtsprojekt der Deutschen Bundesbank, dessen vorläufige Ergebnisse im Jahr 2024 vorgestellt wurden.

## Thesen
Ritschl griff an mehreren Stellen in langjährige Debatten zur jüngeren deutschen Wirtschaftsgeschichte ein. Seine Forschungsschwerpunkte sind unter anderem:
- Der wirtschaftliche Zusammenbruch der Weimarer Republik. Ritschl argumentiert, Deutschland sei 1929/1930 in eine Zahlungsbilanzkrise geraten, ausgelöst durch die Priorisierung der Reparationen gegenüber den seit 1924 aufgelaufenen kommerziellen Auslandsschulden im Young-Plan.[5] In dieser Lage sei die Deflationspolitik Heinrich Brünings als Austeritätspolitik zur Wiederherstellung von Exportüberschüssen alternativlos gewesen, wollte man eine einseitige Streichung der Schulden und Reparationen vermeiden, wie sie von den extremen Kreisen am rechten und linken Rand des politischen Spektrums gefordert wurde.[6]
- Die Beschäftigungspolitik des Dritten Reichs. Ritschl argumentiert, der Aufschwung im Anschluss an die Weltwirtschaftskrise habe bereits mit der Streichung der Reparationen 1932 eingesetzt und sei nicht ohne Weiteres der Konjunkturpolitik der Nationalsozialisten zuzuschreiben. Die schnelle Rückkehr zur Vollbeschäftigung sei in Teilen eine Folge der Niedriglohnpolitik Brünings gewesen, welche das Dritte Reich bruchlos fortgesetzt habe. Der Bau der Reichsautobahnen hingegen habe in großem Umfang erst 1936 begonnen, als Deutschland praktisch bereits zur Vollbeschäftigung zurückgefunden habe.[7]
- Die Wirtschaftsordnung der Bundesrepublik nach dem Zweiten Weltkrieg.  Im Einklang mit der zeithistorischen Forschung betont Ritschl, die soziale Marktwirtschaft sei keine Erfindung Ludwig Erhards gewesen. Wesentliche liberale Elemente wie die Anti-Kartellgesetzgebung seien auf Druck der West-Alliierten, insbesondere der Vereinigten Staaten, zustande gekommen. Wichtig war die Rolle Erhards beim Abbau der Bewirtschaftung und der Bekämpfung dirigistischer Strömungen in der Wirtschaftspolitik.[8] Dennoch hatten zahlreiche korporatistische Elemente Bestand, die als Beschränkungen der Gewerbefreiheit unter Hjalmar Schacht in den 1930er Jahren eingeführt wurden und mit nur geringen Veränderungen als sogenannte Ausnahmebereiche im deutschen Wettbewerbsrecht fortlebten.[9][10]
- Marshallplan. Ritschl betont die Bedeutung des Marshallplans, nicht so sehr als eines Aufbauprogramms für die westdeutsche Wirtschaft als vielmehr eines umfassenden Gesamtkonzepts zur Rekonstruktion der wirtschaftlichen Arbeitsteilung in Westeuropa. Dazu gehörte insbesondere die vorläufige Blockierung der deutschen Auslandsschulden durch Erstrangigkeit der Marshallplanhilfen vor allen Altschulden, die Europäische Zahlungsunion (EZU) als geschützter Freihandelszone mit festen Wechselkursen unter Einbeziehung der zunächst nicht kreditwürdigen Bundesrepublik sowie die indirekte Kontrolle der Marshallplanverwaltung über die westdeutsche Fiskal- und Geldpolitik bis 1952.[11]
- Konjunkturzyklen im Kaiserreich. Mit Methoden der empirischen Konjunkturforschung bestätigt Ritschl die Existenz der Gründerkrise (einer scharfen Rezession in den 1870er Jahren), die von anderen Wirtschaftshistorikern in Abrede gestellt worden war.[12]

## Medienpräsenz
Ritschl meldet sich mit Beiträgen zu historischen Themen und aktuellen Tagesfragen zu Wort, so zur griechischen Schuldenkrise und mit einem kritischen Beitrag über die Rolle deutscher Volkswirte bei der Gründung und Förderung der AfD.

## Schriften (Auswahl)
- Prices and Production. Elements of a System-Theoretic Perspective. Physica-Verlag, Heidelberg 1989, ISBN 3-7908-0429-0.
- Deutschlands Krise und Konjunktur 1924–1934. Binnenkonjunktur, Auslandsverschuldung und Reparationsproblem zwischen Dawes-Plan und Transfersperre. Akademie-Verlag, Berlin 2002, ISBN 3-05-003650-8.
- (Hrsg.): Preußen im Kaiserreich. Akademie-Verlag, Berlin 2002, ISBN 3-05-003699-0.
- Hat das Dritte Reich wirklich eine ordentliche Beschäftigungspolitik betrieben? In: Neue Ergebnisse zum NS-Aufschwung (= Jahrbuch für Wirtschaftsgeschichte. 2003/I), ISBN 3-05-003860-8 (PDF (Memento vom 26. März 2007 im Internet Archive)).
- Mit Thomas Welskopp und Katja Girschik (Hrsg.): Der Migros-Kosmos. Zur Geschichte eines aussergewöhnlichen Schweizer Unternehmens. Hier und Jetzt, Baden 2003, ISBN 3-906419-64-9.
- (Hrsg.): Das Reichswirtschaftsministerium in der NS-Zeit. Wirtschaftsordnung und Verbrechenskomplex (= Wirtschaftspolitik in Deutschland 1917–1990. Bd. 2). De Gruyter Oldenbourg, Berlin 2017, ISBN 978-3-11-046281-4.